# Форуг Фаррохзад

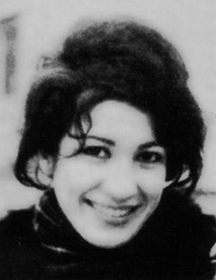

Форуг Фаррухзад (перс. فروغ فرخزاد; нар. 5 січня 1935 — пом. 13 лютого 1967) — іранська поетеса і кінорежисер. Одна із найвизначніших представників сучасної іранської поезії (так званого «нового вірша» перс. شعر نو).

## Життєпис
Форуг Фаррухзад народилася в сім'ї армійського полковника Багера Фаррухзада, який був уродженцем міста Тафреша і його дружини Туран Вазірі-Табар, яка була родом з міста Кашан. Була третьою з сімох дітей (Амір, Массуд, Мехрдад, Ферейдун Фаррухзад, Пуран Фаррухзад, Глорія). Відвідувала школу до дев'ятого класу, а потім вступила до школи рукоділля, де вивчала вишивання та малювання. У 16 років вийшла заміж за відомого сатирика Парвіза Шапура, який був двоюрідним братом її матері. З чоловіком переїхала до міста Ахваз. Через рік Форуг народила єдиного сина на ім'я Кам'юн. Ще через два роки шлюб закінчився розлученням. Парвіз Шапур здобув право виховувати сина.
Форуг та Парвіз листувалися як до одруження, так і під час шлюбу і після нього. Їх син згодом опублікував ці листи у книзі «Перші удари мого закоханого серця» (перс. اولین تپش‌های عاشقانهٔ قلبم).
Після розлучення повернулась до Тегерану, де почала писати вірші й 1955 року опублікувала свою першу збірку «Полонений(а)» (перс. اسیر). Її творчість отримала негативну оцінку, оскільки мусульманське суспільство засуджувало розлучення і крім того у віршах вона закликала до розширення прав жінок.
1958 року вирушила до Європи для того, щоб відволіктись від життєвих невдач, і там провела 9 місяців. Відвідувала театри, музеї, оперу. Вивчила кілька європейських мов і познайомилася з європейськими народними ремеслами та літературою модернізму. Це розширило її світогляд і стало підґрунтям для творчої
еволюції.
Після повернення до Ірану познайомилась з кінорежисером і письменником Ебрагімом Голестаном, який переконав її жити незалежно і сміливо висловлювати свої власні думки, а також привернув її увагу до кінематографа. Форуг опублікувала ще дві збірки віршів «Стіна» (перс. دیوار) та «Повстання» (перс. عصیان), а потім вирушила до Табріза знімати фільм «Будинок є чорний» (перс. خانه سیاه است) про притулок Бабабагі для хворих проказою. Цей документальний фільм згодом виграв кілька міжнародних нагород. Під час його зйомок познайомилась з Хоссейном Мансурі, сином двох хворих на проказу, і усиновила його.
1964 року зіграла драматичну роль у виставі «Шість осіб у пошуках письменника» (перс. شش شخصیت در جستجوی نویسنده). Того ж року опублікувала збірку «Друге народження» (перс. تولدی دیگر) у видавництві Морварід тиражем більш як 3000 екземплярів. В цій збірці вирізнився її індивідуальний письменницький голос, тоді як в попередніх збірках вона орієнтувалася на поезію Німи Юшіджа (так званий вірш Німаї). Також це була її перша збірка, яка досягла широких кіл письменників-аматорів.
13 лютого 1967 року о 16:30 Форуг Фаррухзад потрапила в автомобільну аварію на трасі Даррус — Гольхак. Вона звернула на узбіччя, щоб уникнути зіткнення зі шкільним автобусом, але врізалась у бетонну стіну. Померла дорогою до шпиталю. Її поема «Давайте вірити в прихід прохолодної пори» (перс. ایمان بیاوریم به آغاز فصل سرد) вийшла друком посмертно.
Поезія Форуг була заборонена впродовж більш як десятиліття після Ісламської революції.